# Handwörterbuch der griechischen Sprache

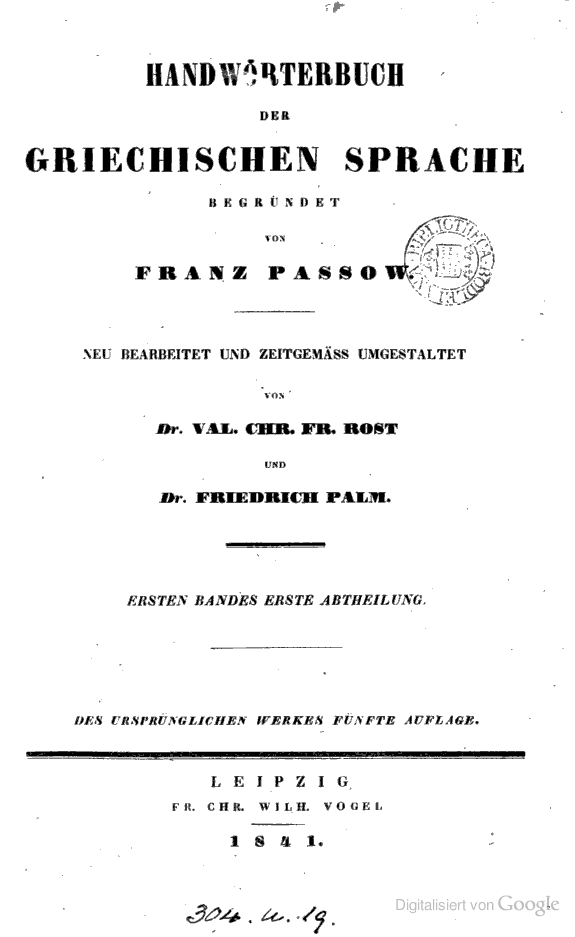
Portada de l'edició revisada per Rost i Palm (1841).

El Handwörterbuch der griechischen Sprache ("Diccionari manual de la llengua grega") és un diccionari grec antic - alemany redactat pel filòleg clàssic Franz Passow (1786–1833). Fins a finals del segle xix va ser el diccionari més important del seu gènere, i va servir de model de A Greek-English Lexicon ("Un diccionari grec-anglès").

## Història
El diccionari de Passow es basa en Kritischen griechisch-deutschen Handwörterbuch ("Diccionari crític manual grec-alemany", 1797) de Johann Gottlob Theaenus Schneider. Després de pronunciar-se en un article del 1813 "sobre finalitat, disposició i ampliació de diccionaris grecs", Passow, que ja durant la seva estada a Breslau (des del 1816) havia començat a preparar una revisió del diccionari de Schneider, va redactar el seu diccionari entre el 1819 i el 1823. La primera edició va aparèixer en dos volums el 1819 i el 1823, encara anteposant clarament el seu model, amb el títol Johann Gottlob Schneider’s Handwörterbuch der griechischen Sprache. Nach der dritten Ausgabe des großen griechisch-deutschen Wörterbuchs mit besonderer Berücksichtigung des Hom. u. Hesiod. Sprachgebrauchs und mit genauer Angabe der Silbenlänge ausgearbeitet ("Diccionari manual de la llengua grega de Johann Gottlob Schneider. Redactat segons la tercera edició del gran diccionari grec-alemany amb especial atenció a la llengua homèrica i hesiòdica i amb indicació minuciosa de la quantitat sil·làbica").
El 1825 li va seguir la segona edició, i el 1827 la tercera. Com que després de tres anys els 10.000 exemplars ja estaven esgotats, Passow va publicar la quarta edició el 1831, ja amb el títol Handwörterbuch der griechischen Sprache von Franz Passow ("Diccionari manual de la llengua grega de Franz Passow"). Passow va morir el 1833 d'un atac d'apoplexia, així que Valentin Rost i Johann Friedrich Palm es van encarregar de seguir revisant el diccionari, i van publicar-ne una nova edició en dos volums el 1841 i el 1857.

## Rellevància
Aquest diccionari va ser l'obra de consulta més important del seu gènere en els països de parla alemanya durant el segle xix, i ja aleshores era conegut com a "el Passow" pel cognom de l'autor. Tanmateix, després de la revisió pòstuma, l'obra ja no va seguir desenvolupant-se i es va quedar obsoleta. Però, com que les obres de format més petit de Gustav Eduard Benseler i Wilhelm Gemoll no podien substituir l'extens Handwörterbuch, durant el segle XX se'n van fer diverses reimpressions.
Per a la Filologia Grega moderna té més rellevància A Greek-English Lexicon, que va ser publicat el 1845 per Henry George Liddell i Robert Scott i representa una adaptació anglesa del diccionari de Passow que s'ha seguit revisant fins a l'actualitat. Per això s'utilitza fins i tot en els països de parla alemanya. Aquest diccionari, anomenat "Liddell-Scott-Jones", va aparèixer per darrer cop el 1996 amb un suplement i constitueix la base d'altres diccionaris, com ara el Diccionario Griego-Español.